# Vespazijan
Tit Flavije Vespazijan (lat. Titus Flavius Vespasianus, kasnije Caesar Vespasianus Augustus), (17. studenoga 9. – 23. lipnja 79.) rimski car, posljednji iz plejade careva koji su vladali 69. (Godina četiri cara) i jedini među njima koji se duže zadržao na vlasti. Bio je rimski vojskovođa za vrijeme cara Nerona. Vojska ga je proglasila carem dok je bio gušio ustanak u Judeji. Prema Židovskom ratu Josip, poslije Josip Flavije, prorokovao mu je vladarsku čast, zbog čega ga je Vespazijan oslobodio iz zatočeništva a Josip je poslije opisao Vespazijanov i Titov rat protiv Židova u Judeji. Kada je proglašen carem, prepustio je gušenje ustanka svome sinu Titu. Nakon dolaska za vlast, svoje sinove je proglasio cezarima, a sina Tita je uzeo za suvladara. Dao je latinsko građansko pravo stanovnicima Hispanije. Napunio je državnu blagajnu koju je ispraznio Neron, a dio novca je uložio na gradnju Koloseja u Rimu (dovršili sinovi). Prema legendi prije smrti je izjavio da se osjeća kao da postaje bog, aludirajući na rimsko postumno proglašavanje careva bogovima.

## Vanjske poveznice
| Prethodnik:    | Rimski carevi | Nasljednik:     |
| Vitelije (69.) | Rimski carevi | Tit (79. - 81.) |